# Montricoux

Montricoux este o comună în departamentul Tarn-et-Garonne din sudul Franței. În 2009 avea o populație de 1.068 de locuitori.

## Geografie

### Locație
Locație comună de-a lungul malurilor Aveyron, între Nègrepelisse și Bruniquel. Se învecinează cu departamentul Tarn.

## Evoluția populației
Evoluția numărului de locuitori este cunoscută prin recensămintele populației desfășurate în comuna din 1793. Din 2006, populațiile legale ale comunelor sunt publicate anual de INSEE. Recensământul se bazează acum pe o colecție anuală de informații, care acoperă succesiv toate teritoriile municipale pe o perioadă de cinci ani. Pentru municipalitățile cu mai puțin de 10.000 de locuitori, se efectuează un sondaj de recensământ al întregii populații la fiecare cinci ani, populațiile legale ale anilor intermediari fiind estimate prin interpolare sau extrapolare. Pentru municipalitate, primul recensământ cuprinzător în cadrul noului sistem a fost realizat în 2005.
În 2015, municipalitatea avea 1.183 de locuitori, o creștere de 8,43% față de 2010 (Tarn-et-Garonne: + 5,62%, Franța, cu excepția Mayotte: + 2,44%).
| An        | 1975 | 1982 | 1990 | 1999 | 2006  | 2009  |
| --------- | ---- | ---- | ---- | ---- | ----- | ----- |
| Populație | 726  | 754  | 909  | 970  | 1.021 | 1.068 |